# Jan Kazimierz Hański
Jan Kazimierz Hański herbu Korczak (zm. w 1689 roku) – pisarz lubelski w latach 1679-1689, regent ziemski lubelski w 1668 roku, komornik ziemski lubelski w 1667 roku.
Był elektorem Michała Korybuta Wiśniowieckiego z województwa lubelskiego w 1669 roku.